# 이타쿠라 가쓰토시 (1727년)
이타쿠라 가쓰토시/가쓰토키(일본어: 板倉勝暁, 1727년 ~ 1792년)는 고즈케 안나카번 제2대 번주이다. 시게카타 계 이타쿠라가 제4대 당주.
| 전임 이타쿠라 가쓰키요 | 제2대 안나카번 번주 (이타쿠라가) 1780년 ~ 1792년 | 후임 이타쿠라 가쓰오키 |